# Torneio Internacional de Toulon de 2017
O Torneio Internacional de Toulon de 2017 foi a quadragésima quinta edição do torneio, que foi realizado entre os dias 29 de maio e 10 de junho.
Nesta edição a Inglaterra conquistou pela sexta vez o título de campeão do torneio após vencer a Costa do Marfim nós pênalti por 5-3 num jogo que empatou em 1-1 no tempo normal.

## Participantes
| AFC      | - Bahrein - Japão - Indonésia                                                          |
| CAF      | - Angola - Costa do Marfim                                                             |
| CONCACAF | - Cuba                                                                                 |
| UEFA     | - Escócia - França (país sede) - Inglaterra (atual campeão) - País de Gales - Tchéquia |
| CONMEBOL | - Brasil                                                                               |

## Sedes
| Aubagne                     | Aubagne Salon-de-Provence Fos-sur-Mer VitrollesTorneio Internacional de Toulon de 2017 (França) | Aubagne Salon-de-Provence Fos-sur-Mer VitrollesTorneio Internacional de Toulon de 2017 (França) | Salon-de-Provence              |
| Stade de Lattre-de-Tassigny | Aubagne Salon-de-Provence Fos-sur-Mer VitrollesTorneio Internacional de Toulon de 2017 (França) | Aubagne Salon-de-Provence Fos-sur-Mer VitrollesTorneio Internacional de Toulon de 2017 (França) | Stade d'Honneur Marcel Roustan |
| Capacidade: 3 000           | Aubagne Salon-de-Provence Fos-sur-Mer VitrollesTorneio Internacional de Toulon de 2017 (França) | Aubagne Salon-de-Provence Fos-sur-Mer VitrollesTorneio Internacional de Toulon de 2017 (França) | Capacidade: 5 500              |
| Fos-sur-Mer                 | Aubagne Salon-de-Provence Fos-sur-Mer VitrollesTorneio Internacional de Toulon de 2017 (França) | Aubagne Salon-de-Provence Fos-sur-Mer VitrollesTorneio Internacional de Toulon de 2017 (França) | Vitrolles                      |
| Stade Parsemain             | Aubagne Salon-de-Provence Fos-sur-Mer VitrollesTorneio Internacional de Toulon de 2017 (França) | Aubagne Salon-de-Provence Fos-sur-Mer VitrollesTorneio Internacional de Toulon de 2017 (França) | Stade Jules Ladoumègue         |
| Capacidade: 17 000          | Aubagne Salon-de-Provence Fos-sur-Mer VitrollesTorneio Internacional de Toulon de 2017 (França) | Aubagne Salon-de-Provence Fos-sur-Mer VitrollesTorneio Internacional de Toulon de 2017 (França) | Capacidade: 6 200              |

## Primeira fase
|  | Equipes classificadas às semifinal               |
|  | Equipe classificada como melhor segundo colocado |
|  | Equipes eliminadas                               |

### Grupo A
| Pos | Seleção    | Pts | J | V | E | D | GP | GC | SG  |
| --- | ---------- | --- | - | - | - | - | -- | -- | --- |
| 1   | Inglaterra | 9   | 3 | 3 | 0 | 0 | 10 | 2  | +8  |
| 2   | Angola     | 4   | 3 | 1 | 1 | 1 | 6  | 3  | +3  |
| 3   | Japão      | 2   | 3 | 0 | 2 | 1 | 3  | 4  | −1  |
| 4   | Cuba       | 1   | 3 | 0 | 1 | 2 | 3  | 13 | −10 |

| 29 de maio | Japão          | 1 – 1     | Cuba              | Stade de Lattre-de-Tassigny, Aubagne |
| 17:00      | Hiroki Ito 55' | Relatório | Oviedo Valdes 71' | Árbitro: ESC Don Robertson           |

| 29 de maio | Inglaterra | 1 – 0     | Angola | Stade de Lattre-de-Tassigny, Aubagne |
| 19:30      | Ugbo 46'   | Relatório |        | Árbitro: FRA Karim Abed              |

| 1 de junho | Angola      | 1–1       | Japão             | Stade Marcel Roustan, Salon-de-Provence |
| 17:00      | Banza 80+3' | Relatório | Sasaki 53' (pen.) | Árbitro: CZE Pavel Orel                 |

| 1 de junho | Inglaterra                                                                    | 7 – 1     | Cuba        | Stade Marcel Roustan, Salon-de-Provence |
| 19:30      | Barnes 19' 50' · Hirst 34' 59' 70' · Brooks 66' · Taylor-Crossdale 82' (pen.) | Relatório | Saucedo 38' | Árbitro: MLT Alan Mario Sant            |

| 4 de junho | Japão    | 1 – 2     | Inglaterra                                     | Stade de Lattre-de-Tassigny, Aubagne |
| 15:00      | Ando 53' | Relatório | Hirst 25' (pen.) · Taylor-Crossdale 72' (pen.) | Árbitro: GRE Anastasios Papapetrou   |

| 4 de junho | Angola                              | 5 – 1     | Cuba      | Stade de Lattre-de-Tassigny, Aubagne |
| 17:30      | Banza 1' 39' 52' · Rui 41' · Vá 73' | Relatório | Tuero 67' | Árbitro: ESC Don Robertson           |

### Grupo B
| Pos | Seleção         | Pts | J | V | E | D | GP | GC | SG |
| --- | --------------- | --- | - | - | - | - | -- | -- | -- |
| 1   | Costa do Marfim | 7   | 3 | 2 | 1 | 0 | 5  | 3  | +2 |
| 2   | País de Gales   | 5   | 3 | 1 | 2 | 0 | 3  | 2  | +1 |
| 3   | França          | 4   | 3 | 1 | 1 | 1 | 7  | 3  | +4 |
| 4   | Bahrein         | 0   | 3 | 0 | 0 | 3 | 1  | 8  | −7 |

| 30 de maio | Costa do Marfim | 1 – 0     | Bahrein | Stade de Lattre-de-Tassigny, Aubagne |
| 17:00      | Gnoukouri 37'   | Relatório |         | Árbitro: MLT Alan Mario Sant         |

| 30 de maio | França | 0 – 0     | País de Gales | Stade de Lattre-de-Tassigny, Aubagne |
| 19:30      |        | Relatório |               | Árbitro: ROM Radu Marian Petrescu    |

| 2 de junho | Bahrein | 0 – 1     | País de Gales    | Stade Parsemain, Fos-sur-Mer |
| 17:00      |         | Relatório | James 83' (pen.) | Árbitro: ESC Don Robertson   |

| 2 de junho | França     | 1 – 2     | Costa do Marfim      | Stade Parsemain, Fos-sur-Mer |
| 19:30      | Marcel 46' | Relatório | Amani 63' · Yaya 80' | Árbitro: JPN Yusuke Araki    |

| 5 de junho | País de Gales | 2 – 2     | Costa do Marfim        | Stade de Lattre-de-Tassigny, Aubagne |
| 17:00      | Thomas 7' 82' | Relatório | Tiéhi 50' · Krasso 62' | Árbitro: CZE Pavel Orel              |

| 5 de junho | Bahrein    | 1 – 6     | França                                                                  | Stade de Lattre-de-Tassigny, Aubagne |
| 19:30      | Khalid 20' | Relatório | Nordin 5' · Mateta 45' · Boutobba 49' (pen.) 65' · Barka 57' · Osei 82' | Árbitro: JPN Yusuke Araki            |

### Grupo C
| Pos | Seleção   | Pts | J | V | E | D | GP | GC | SG |
| --- | --------- | --- | - | - | - | - | -- | -- | -- |
| 1   | Tchéquia  | 7   | 2 | 2 | 1 | 0 | 5  | 2  | +3 |
| 2   | Escócia   | 6   | 3 | 2 | 0 | 1 | 5  | 4  | +1 |
| 3   | Brasil    | 4   | 2 | 1 | 1 | 1 | 1  | 1  | 0  |
| 4   | Indonésia | 0   | 2 | 0 | 0 | 2 | 1  | 4  | −3 |

| 31 de maio | Tchéquia                                | 3 – 2     | Escócia             | Stade Marcel Roustan, Salon-de-Provence |
| 17:00      | Chvěja 36' · Šašinka 42' · Graiciar 60' | Relatório | Burke 2' 57' (pen.) | Árbitro: GRE Anastasios Papapetrou      |

| 31 de maio | Brasil      | 1 – 0     | Indonésia | Stade Marcel Roustan, Salon-de-Provence |
| 19:30      | Gabriel 38' | Relatório |           | Árbitro: ANG António Caxala             |

| 3 de junho | Tchéquia                 | 2 – 0     | Indonésia | Stade Parsemain, Fos-sur-Mer |
| 15:00      | Kašiar 12' · Šašinka 77' | Relatório |           | Árbitro: FRA Karim Abed      |

| 3 de junho | Escócia    | 1 – 0     | Brasil | Stade Parsemain, Fos-sur-Mer      |
| 17:30      | Taylor 35' | Relatório |        | Árbitro: ROM Radu Marian Petrescu |

| 6 de junho | Indonésia | 1 – 2     | Escócia               | Stade Jules Ladoumègue, Vitrolles |
| 17:00      | Putra 24' | Relatório | Hardie 33' 69' (pen.) | Árbitro: MLT Alan Mario Sant      |

| 6 de junho | Brasil | 0 – 0     | Tchéquia | Stade Jules Ladoumègue, Vitrolles |
| 19:30      |        | Relatório |          | Árbitro: ANG António Caxala       |

## Fase final
|  | Semifinais               | Semifinais               |      |                       | Final                 | Final |  |
|  |                          |                          |      |                       |                       |       |  |
|  | 8 de junho – Fos-sur-Mer |                          |      |                       |                       |       |  |
|  | Inglaterra               | 3                        |      |                       |                       |       |  |
|  | Escócia                  | 0                        |      |                       |                       |       |  |
|  |                          |                          |      |                       |                       |       |  |
|  |                          |                          |      |                       | 10 de junho – Aubagne |       |  |
|  |                          |                          |      |                       | Inglaterra            | 1(5)  |  |
|  |                          | Costa do Marfim          | 1(3) |                       |                       |       |  |
|  |                          |                          |      |                       |                       |       |  |
|  |                          |                          |      |                       |                       |       |  |
|  |                          |                          |      |                       | Terceiro lugar        |       |  |
|  | 8 de junho – Fos-sur-Mer | 8 de junho – Fos-sur-Mer |      | 10 de junho – Aubagne | 10 de junho – Aubagne |       |  |
|  | Costa do Marfim          | 2                        |      | Escócia               | 3                     |       |  |
|  | Tchéquia                 | 1                        |      |                       | Tchéquia              | 0     |  |

### Semifinais
| 8 de junho | Inglaterra                   | 3 – 0     | Escócia | Stade Parsemain, Fos-sur-Mer |
| 17:00      | Barnes 6' 68' · Embleton 50' | Relatório |         | Árbitro: ANG António Caxala  |

| 8 de junho | Costa do Marfim        | 2 – 1     | Tchéquia    | Stade Parsemain, Fos-sur-Mer       |
| 19:30      | Lazare 2' · Krasso 38' | Relatório | Novotný 21' | Árbitro: GRE Anastasios Papapetrou |

### Disputa pelo terceiro lugar
| 10 de junho | Escócia                                         | 3 – 0     | Tchéquia | Stade de Lattre-de-Tassigny, Aubagne |
| 15:00       | Hardie 43' · Wighton 57' · Granečný 80+2' (g.c) | Relatório |          | Árbitro: MLT Alan Mario Sant         |

### Final
| 10 de junho | Inglaterra | 1 – 1     | Costa do Marfim   | Stade de Lattre-de-Tassigny, Aubagne |
| 17:30       | Brooks 13' | Relatório | Loba 80+1' (pen.) | Árbitro: CZE Pavel Orel              |

|                                                                       |     | Penalidades                                                                   |  |
| Iké Ugbo Elliot Embleton Harvey Barnes Callum Slattery Ronaldo Vieira | 5–3 | Aké Arnaud Loba Souleymane Diaby Aboubacar Sidiki Kouyate Jean Thierry Lazare |  |

## Artilharia
4 gols
- ANG Chico Banza
- ENG Harvey Barnes
- ENG George Hirst

3 gols
- ESC Ryan Hardie

2 gols
- CZE Ondřej Šašinka
- ENG David Brooks
- ENG Martell Taylor-Crossdale
- FRA Bilal Boutobba
- CIV Jean-Philippe Krasso
- CIV Jean Thierry Lazare
- ESC Oliver Burke
- WAL George Thomas

1 gol
- ANG Rui
- ANG Vá
- BHR Abdulaziz Khalid
- BRA Gabriel
- CUB Rolando Oviedo
- CUB Eduardo Puga
- CUB Lázaro Tuero
- CZE Ondřej Chvěja
- CZE Martin Graiciar
- CZE Roman Kašiar
- CZE Ondřej Novotný
- ENG Elliot Embleton
- ENG Iké Ugbo
- FRA Yanis Barka
- FRA Vincent Marcel
- FRA Jean-Philippe Mateta
- FRA Arnaud Nordin
- FRA Derick Osei
- IDN Hanis Saghara Putra
- CIV Wilfried Gnoukouri
- CIV Aké Arnaud Loba
- CIV Christ Joël Tiéhi
- CIV Kader Touré Yaya
- JPN Mizuki Ando
- JPN Hiroki Ito
- JPN Takumi Sasaki
- ESC Greg Taylor
- ESC Craig Wighton
- WAL Daniel James

Gol contra
- CZE Denis Granečný (Gol a favor da Escócia)

Source: Torneio de Toulon

## Premiação
| Torneio Internacional de Toulon de 2017 |
| Inglaterra                              |
| --------------------------------------- |
| Inglaterra Campeão (6º título)          |

### Equipe do torneio
Abaixo estão os jogadores que formam a seleção do campeonato.
| Posição    | Jogador          | Seleção         |
| ---------- | ---------------- | --------------- |
| Goleiro    | Luke Pilling     | País de Gales   |
| Defensores | Reece James      | Inglaterra      |
| Defensores | Joe Worrall      | Inglaterra      |
| Defensores | Souleymane Diaby | Costa do Marfim |
| Defensores | Greg Taylor      | Escócia         |
| Volantes   | Michal Sadilek   | Tchéquia        |
| Volantes   | Harvey Barnes    | Inglaterra      |
| Meias      | George Thomas    | País de Gales   |
| Meias      | David Brooks     | Inglaterra      |
| Meias      | Jean Amani       | Costa do Marfim |
| Atacante   | George Hirst     | Inglaterra      |